# Texaco
Texaco (Texas Company) – amerykański koncern petrochemiczny działający w latach 1901–2001.

## Historia
Utworzony został w Beaumont w Teksasie (jako The Texas Fuel Company) w 1901 roku przez Josepha Stephena Cullinana, Thomasa J. Donoghue’a, Waltera Benona Sharpa i Arnolda Schlaeta.
Przez sto lat swego istnienia ulegał licznym przekształceniom, nabywał inne przedsiębiorstwa i wchodził w fuzje z innymi, cały czas rozszerzając zakres swojej działalności początkowo na Stany Zjednoczone, później na inne kraje Ameryki oraz pozostałe kontynenty. 
W roku 2001 doszło do fuzji Texaco z innym koncernem tej branży, z Chevronem, w wyniku czego powstała spółka ChevronTexaco.

## Texaco w Polsce
W Polsce koncern Texaco operował od roku 1990 za pośrednictwem spółki Batimex z Poznania. W 1992 utworzono spółkę Texaco Marketing Poland. Spółka ta zajmowała się początkowo handlem olejami, smarami i płynami eksploatacyjnymi produkcji Texaco, w tym marki Havoline. Kolejną firmę, będącą stuprocentową własnością spółki-matki utworzono w 1994 pod nazwą Texaco Polska sp.z o.o., a trzy lata później Texaco wchłonęła od Amoco działającą w Polsce firmę Amoco Petroleum Products Poland, w wyniku czego pod marką Texaco rozpoczęło 11 działających tu dotąd jako Amoco stacji paliw, a dalsze trzy w roku kolejnym. W 1999 jednak koncern Texaco zdecydował o wycofaniu się ze sprzedaży detalicznej paliw na rynku polskim. Swoje stacje benzynowe przekazał innej firmie – Shellowi. Nie oznaczało to jednak całkowitego wycofania się z Polski. 1 grudnia 1999 koncern utworzył spółkę Texaco Lubricants Polska sp.z o.o., której zadaniem była sprzedaż w Polsce produktów smarnych Texaco: olejów silnikowych, olejów przekładniowych (do pojazdów i dla przemysłu), olejów hydraulicznych, wielofunkcyjnych, turbinowych, sprężarkowych, izolacyjnych, smarów plastycznych, a także płynów do hamulców pojazdów, płynów do chłodnic i wszelkich dodatków eksploatacyjnych. Texaco w Polsce uruchomił także swój program warsztatowy, polegający na zawieraniu umów o wyposażaniu warsztatów naprawczych w materiały i urządzenia pochodzące od koncernu, dzięki czemu wzmacnia swoją pozycję na rynku jako dostawca produktów smarnych.